# Cratere Kekulé
Kekulé è un cratere lunare di 94,22 km situato nella parte nord-orientale della faccia nascosta della Luna.
Il cratere è dedicato al chimico tedesco Friedrich August Kekulé von Stradonitz.

## Crateri correlati
Alcuni crateri minori situati in prossimità di Kekulé sono convenzionalmente identificati, sulle mappe lunari, attraverso una lettera associata al nome.
| Kekulé | Coordinate             | Diametro (in km) |
| ------ | ---------------------- | ---------------- |
| K      | 13°39′36″N 136°30′00″W | 17,64            |
| M      | 12°03′00″N 138°01′48″W | 19,86            |
| S      | 15°16′48″N 142°52′48″W | 19,87            |
| V      | 18°19′48″N 141°43′48″W | 64,95            |